# 천위아오
천위아오(중국어 간체자: 陈宇翱, 병음: Chén Yǔ'áo, 1981년 4월 ~ )는 중국의 물리학자이다. 중국과학기술대학(USTC) 물리학과 교수로 양자정보, 양자통신, 양자 시뮬레이션을 연구했다.
1998년 제29회 국제물리학올림피아드에서 열린 실험대상에서 금메달과 1등상을 받았다. 2013년에는 기초적인 측면에서도 프레넬상을 수상하였다. 2015년에는 제1급 국가자연과학상을 수상하였다.

## 관심 분야
1. 선형광학에 의한 양자정보처리
2. 다면포톤 혼입 : 조작 및 응용
3. 선형 광학 및 원자 앙상블과의 양자 통신
4. 양자 기억 : 원거리 양자 통신 쪽으로
5. 초저온 원자를 이용한 양자 시뮬레이션
6. 광학 격자: 양자 다체계